# Arethas van Caesarea

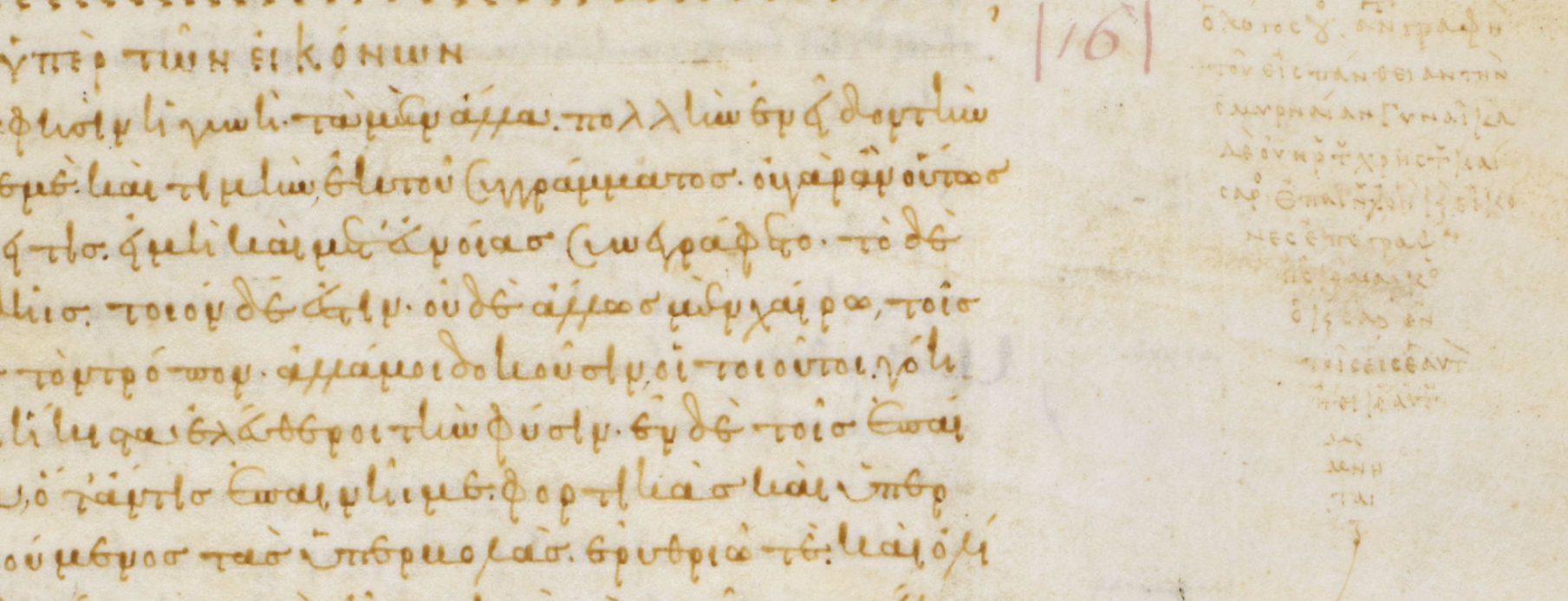
Uittreksel van een tekst van Lucianus van Samosata met scholia van Arethas

Arethas van Caesarea (Grieks: Ἀρέθας) (Patras, Griekenland, 860 - Caesarea, 935) was aartsbisschop van Caesarea. Hij was een leerling van de Byzantijns filosoof Photius en volgde Andreas van Caesarea op als aartsbisschop. Hij was actief tijdens de regeerperiode van de keizers Leo VI van Byzantium en Constantijn VII.
Arethas wordt beschouwd als een van de grootste Byzantijnse filologen, humanisten en archivisten. Hij verzamelde en kopieerde veel manuscripten van werken uit zowel de klassieke oudheid als christelijke auteurs uit de patristische periode, en is daarmee een zeer belangrijke schakel in de overdracht van oude teksten. Een aantal van de manuscripten die hij bestelde, bevinden zich nog steeds in moderne collecties, zoals in de Bodleian Library (Codex Clarkianus). Hij annoteerde en becommentarieerde teksten in zijn bibliotheek. 

## Lijst met verzamelde werken
- Plato : Codex Oxoniensis Clarkianus 39
- Marcus Aurelius : Ta eis heauton
- Clemens van Alexandrië : Stromata